# Sérgio Ricardo (musicien)
Sérgio Ricardo, né João Lutfi le 18 juin 1932 à Marília (État de São Paulo) et mort le 23 juillet 2020 à  Rio de Janeiro, est un chanteur, compositeur, réalisateur, acteur, poète et peintre brésilien.
Il est un des premiers musiciens au Brésil à interpréter de la bossa nova à la fin des années 1950 et accède à la notoriété en tant qu'auteur-compositeur-interprète de ce style musical. Il a notamment écrit plusieurs compositions qui abordent des questions sociales et contestataires, dont la plus célèbre est Zelão. Il est également connu pour ses musiques de film et pour la réalisation du court métrage Menino da calça branca, oeuvre manifeste du Cinema novo.

## Biographie

### Enfance et adolescence
Né dans une famille d'origine syrienne, il est en contact avec la musique dès son plus jeune âge : son père jouait du luth et sa mère chantait. Le milieu familial l'incite à s'inscrire dès l'âge de huit ans au Conservatoire de sa ville natale, où il étudie le piano. En 1946, il suit sa famille à São Paulo et est déjà capable de jouer d'oreille des mélodies populaires. Trois ans plus tard, il part vivre à São Vicente, où il devient présentateur et disc-jockey pour Rádio Cultura ; durant la même période, il travaille comme pianiste dans la boîte de nuit Recreio Prainha.

### Carrière musicale et cinématographique
En 1950, après avoir déménagé à Rio de Janeiro, il devient présentateur pour Rádio Vera Cruz et commence à se produire comme pianiste professionnel dans des boîtes de nuit. Parallèlement, il se forge une solide formation musicale en étudiant l'harmonie, le contrepoint et l'orchestration à l'Ecole Nationale de Musique. Cette année-là, il rencontre pour la première fois Tom Jobim, futur co-créateur de la bossa nova, lorsqu'il est appelé pour le remplacer au piano dans la boîte de nuit Posto 5. En 1952, après une audition, il est choisi pour jouer dans le film A caminho da vitória, qui ne verra jamais le jour. Cependant, à cette occasion, Ricardo se découvre une fascination pour le métier d'acteur. Entre-temps, sous le surnom de João Mansur, il est embauché dans la boîte Chez Colbert où, en plus de chansons portugaises, il interprète des compositions brésiliennes de Dorival Caymmi, Tito Madi et Lúcio Alves. À São Paulo, il est sur scène dans une émission télévisée pour TV Tupi, jouant du piano avec un cousin qui l'accompagne à l'orgue à bouche. Une deuxième audition en tant qu'acteur est couronnée de succès et l'artiste est recruté par la chaîne ; pendant un temps, il alterne les engagements télévisuels et musicaux. Son premier enregistrement remonte à 1958 avec l'album Dançante nº 1 dans lequel Ricardo joue du piano. Sylvia Telles l'écoute et le présente à Aloysio de Oliveira, alors directeur artistique chez Odeon Records. Celui-ci n'est pas intéressé car il considère que les compositions de Ricardo ne correspondent pas aux goûts du marché. Cependant, l'une des chansons écrites par Ricardo, Buquê de Isabel, impressionne favorablement la chanteuse Maysa, déjà bien établie, qui l'enregistre et la lance en 1958. Cet enregistrement contribue à rapprocher Ricardo du milieu de la bossa nova naissante. Cette année-là, il fait partie des artistes présents sur la scène du concert qui a lieu dans les locaux du Clube Universitário Hebraico à Rio, considéré comme le tout premier concert de bossa nova, et l'année suivante il participe au Festival I Samba-Session. À cette époque, il s'associe également au rassemblement organisé par la revue O Cruzeiro qui réunit les noms les plus illustres de la bossa nova : Alaíde Costa, João Gilberto, Luiz Bonfá, Ronaldo Bôscoli, Carlos Lyra, Roberto Menescal, Sylvia Telles, Nara Leão, Luiz Eça, Chico Feitosa, et Nana Caymmi. En 1962, Ricardo, avec un stratagème astucieux – ce qui générera plus tard un grand embarras pour les autorités consulaires –, arrive à New York depuis la Californie où il présente son film Menino da calça branca. Dans la foulée, il participe au concert historique de bossa nova à Carnegie Hall dans lequel, s'accompagnant  à la guitare, il chante deux de ses compositions, Zelão et Nosso olhar. Il reste aux États-Unis pendant huit mois, où il a notamment l'occasion de jouer au célèbre club de jazz Village Vanguard avec Herbie Mann. De New York, il se rend en France pour une série de représentations sur la Riviera. 
De retour dans son pays natal en 1963, il se tourne vers le cinéma novo en réalisant le film Esse mundo é meu, dont il écrit également la bande originale. La même année, il compose la musique du film Le Dieu noir et le Diable blond de Gláuber Rocha, en s'inspirant des airs du Nordeste. Avec la maison de disques Elenco, dirigée par Aloysio de Oliveira, il enregistre l'album de bossa nova Um senhor talento avec des arrangements de Carlos Monteiro de Souza. L'année suivante, Esse mundo é meu est présenté aux festivals de cinéma de Gênes et du Liban. Dans ce pays du Moyen-Orient, Ricardo tourne le moyen métrage O pássaro da aldeia. Ensuite, il monte le spectacle Esse mundo é meu au Teatro de Arena de São Paulo, qui révèle Toquinho, et compose la musique du film Terra em transe et de la pièce de théâtre O coronel de Macambira de Joaquim Cardoso. Deux ans plus tard, Philips sort le LP A grande música de Sérgio Ricardo, et l'artiste participe au deuxième Festival de Música Brasileira avec la chanson Beto bom de bola, interprétée sous les huées du public ce qui provoque une réaction de colère du chanteur. Ricardo participe à d'autres festivals de musique : la Biennale de Samba à Rio de Janeiro, le Festival Excelsior TV à São Paulo, où il a chanté Girassol, le Festival Internacional da Canção ( Canto do amor armado ) et le Festival de Musique Populaire Brasileira, où il interprète la  chanson Dia da graça. En 1968, la Bulgarie découvre ses compositions, interprétées par Geraldo Vandré, dans le cadre du Festival Mondial de la Jeunesse. La même année, l'artiste est de nouveau au Teatro de Arena de São Paulo avec le spectacle Sérgio Ricardo e a praça do povo mis en scène par Augusto Boal. Il compose également la musique du film A Compadecida, tiré de la pièce d'Ariano Suassuna O auto da compadecida.

Sérgio Ricardo en 1971.

Son LP Arrebentação, publié par le label Equipe, date de 1970 et la même année sort le film Juliana do amor perdido (pt). Ce long métrage, réalisé par Ricardo, et dont il a également composé la musique avec Luiz Roberto Oliveira, est présenté pour la première fois au Musée d'Art Moderne de Rio de Janeiro. Trois ans plus tard, ce fut au tour de l'album Sérgio Ricardo, également connu sous le titre de Piri, Fred, Cássio, Franklin et Paulinho Camafeu com Sérgio Ricardo, d'être publié. En 1974, Ricardo compose la bande originale de son film A Noite do Espantalho (pt), contenue dans un LP du même titre. Entre 1975 et 1979 paraissent les LP Sérgio Ricardo et Do lago à cachoeira . En 1980, il participe avec Chico Buarque au Festival de Varadero à Cuba. Deux autres oeuvres de sa création sont la bande sonore du film Flicts, écrite avec Ziraldo et enregistrée par Quarteto em Cy et MPB4, et la bande orchestrale du poème populaire Estória de João-Joana, de Carlos Drummond de Andrade, publiée sur disque en 1985. Par la suite, Ricardo a composé, entre autres, la musique des films Traço e cor, Voz do poet et O espetáculo continua.
En 1994, Sérgio Ricardo fait preuve de versatilité avec un album contenant à la fois de la musique portugaise, brésilienne et africaine, enregistré après sa tournée en Angola, en Guinée-Bissau et au Portugal. En 1996, la bande originale qu'il a composée pour le film O lado certa da vida errada d'Octávio Bezerra (pt) reçoit un prix au Festival du film de Brasilia. Il écrit également la bande sonore pour les telenovelas Zumbi dos Palmares et Mandacaru. En 2000, sort un CD du spectacle enregistré a Rio et intitulé Estória de João-Joana qui reprend les succès musicaux de Ricardo, qu'il interprète en duo avec Chico Buarque, Elba Ramalho, Telma Tavares et Zélia Duncan. L'année suivante sort le CD Quando menos se espera.
Ricardo se consacre également à la peinture et à l'écriture. Il a publié un recueil de ses poèmes et un essai sur la musique et la culture brésiliennes entre 1940 et 1990  intitulé Quem Quebrou Meu Violão.
Admis à l'hôpital au printemps 2020 après avoir contracté le Covid-19, et bien qu'il en ait été guéri, il meurt quelques mois plus tard, à l'âge de 88 ans, d'une insuffisance cardiaque.

## Discographie

### Albums
- 1958 – Dançante nº 1 • Todamérica • LP
- 1960 – A Bossa romântica de Sérgio Ricardo • Odeon • LP
- 1961 – Depois do amor • Odeon • LP
- 1963 – Deus e o Diabo na Terra do Sol • Forma • LP
- 1963 – Um senhor talento • Elenco • LP
- 1965 – Esse mundo é meu • Forma • LP
- 1967 – A Grande música de Sérgio Ricardo • Philips • LP
- 1971 – Arrebentação • Equipe • LP
- 1973 – Piri, Fred, Cássio, Franklin et Paulinho de Camafeu avec Sergio Ricardo • Continental • LP
- 1974 – A noite do Espantalho • Continental • LP
- 1975 – Sergio Ricardo-MPB Espetacular • RCA Victor • LP
- 1979 – Do lago à cachoeira • Continental • LP
- 1980 – Flicts - Ziraldo, Sérgio Ricardo avec Quarteto em Cy et MPB-4 • Philips • LP
- 1980 – Sérgio Ricardo e Geraldo Vandré • Continental • LP (Compilation)
- 1985 – Estória de João-Joana -Cordel musical de Carlos Drummond de Andrade e Sérgio Ricardo • Trinca Produções • LP
- 2000 – Estória de João-Joana • Rádio MEC • CD
- 2001 – Quando menos se espera • Niterói Discos • CD
- 2008 - Ponto de partida" • Biscoito Fino • CD
- 2019 – Cinéma na música ao vivo • Biscoito Fino • CD et DVD

### Singles
- 1957 – Cafézinho • RGE (78 tours)
- 1957 – Vai jangada/Bronzes e cristais • RGE (78 tours)
- 1958 – Ausência de você/O nosso olhar • Todamérica (78 tours)
- 1958 – Poema azul • Todamérica (78 tours)
- 1958 – Rosa do mato • RGE (78 tours)
- 1966 – Quando vem dia primeiro/Samba de enredo • Philips
- 1967 – Sou pobre, pobre • Philips
- 1968 – Dia da Graça/Canto do amor armado • RCA Victor
- 1973 – Mágoas/Adriana • Continental
- 1968 – Aleluia (Che Guevara não morreu/Antônio das Mortes (Deus e o Diabo na Terra do Sol) • Beverly
- 1977 – Ponto de partida • Discos Marcus Pereira[12]

## Filmographie

### Acteur

#### Cinéma
- Pé na Tabua, réalisé par Víctor Lima (1958)
- Pluft, ou Fantasminha, réalisé par Romain Lesage (1962)

#### Télévision
- TV de Vanguarda – Série télévisée, épisodes 4x21-5x6-5x9 (1955-1956)
- Parabéns pra Você – Série télévisée, 13 épisodes (1983)

### Acteur, réalisateur et compositeur
- Menino da Calça Branca - court métrage (1962)
- Êsse Mundo é Meu (1964)
- Quatro Contra o Mundo, direction collective (1970) – (segment " Menino da Calça Branca, O ")

### Directeur
- O Pássaro da Aldeia - court métrage (1965)
- Juliana do Amor Perdido (1970)
- Bandeira de retalhos (2018)

### Compositeur
- Le Dieu noir et le diable blond (Deus e o Diabo na Terra do Sol), réalisé par Glauber Rocha (1964)
- Terre en transe (Terra em Transe), réalisé par Glauber Rocha (1967)
- Viver de Morrer, réalisé par Jorge Ileli (1969)
- A Compadecida, réalisé par George Jonas (1969)
- A Guerra dos Pelados, réalisé par Sylvio Back (1970)
- Un animal doué de déraison, réalisé par Pierre Kast (1976)
- O Lado Certo da Vida Errada, réalisé par Octávio Bezerra (1996)